# Lutjanus fulvus
Vivaneau queue noire
Espèce
Le vivaneau queue noire (Lutjanus fulvus) est une espèce de poissons marins appartenant à la famille des Lutjanidae.

## Distribution
Cette espèce est de distribution indo-pacifique.

## Publication originale
- Bloch & Schneider, 1801 : Systema Ichthyologiae iconibus cx illustratum. Post obitum auctoris opus inchoatum absolvit, correxit, interpolavit. Jo. Gottlob Schneider, Saxo. Berolini. Sumtibus Auctoris Impressum et Bibliopolio Sanderiano Commissum. p. 1-584.